# Oxytropis interposita
Oxytropis interposita là một loài thực vật có hoa trong họ Đậu. Loài này được Sipliv. miêu tả khoa học đầu tiên.